# BBÖ 1170
 (septembre 2022).
Si vous disposez d'ouvrages ou d'articles de référence ou si vous connaissez des sites web de qualité traitant du thème abordé ici, merci de compléter l'article en donnant les références utiles à sa vérifiabilité et en les liant à la section « Notes et références ».
La BBÖ 1170 est une série de locomotives électriques des Chemins de fer fédéraux autrichiens (BBÖ jusqu'à l'Anschluss puis ÖBB après la Seconde Guerre mondiale). À partir de 1953, la désignation est ÖBB 1045.

## Histoire
Au milieu des années 1920, les chemins de fer fédéraux autrichiens ont besoin de locomotives utilisables le plus universellement possible pour la Mittenwaldbahn, difficile en termes de traction, avec ses pentes maximales de plus de 36 pour mille et la ligne Attnang-Puchheim-Stainach-Irdning (Salzkammergutbahn), électrifiée en 1925. Sur la Mittenwaldbahn, la série 1060 se chargent de tout le trafic, mais ses performances ne sont plus suffisantes. La série 1029 est utilisée sur le chemin de fer du Salzkammergut, mais n'est pas adaptée à l'itinéraire sinueux en raison de sa conception rigide 1'C1'.
Après la Seconde Guerre mondiale, 12 locomotives sont comptées dans le stock. 1045.11, qui avait subi un accident, est reconstruite et incorporée à l'inventaire sous la référence 1145.16. 1045.03, 09 et 14 sont peintes en orange sanguine dans les années 1970.
La décision est tombée sur une locomotive à bogies à quatre essieux avec entraînement à un essieu, qui a la désignation de série 1170. Les biellettes jusqu'alors habituelles sont abandonnées ici, tout comme la conception avec de gros moteurs logés dans la salle des machines. La qualité et la justesse de cette décision sont démontrées par le fait qu'à ce jour, la majorité des locomotives de grandes lignes sont de ce type.
Une autre contrainte dans la conception des nouvelles locomotives est la faible superstructure dans le domaine d'application prévu, qui ne permet qu'une charge par essieu (aujourd'hui : charge sur essieu) de 15 tonnes (avec des pneus de roue usés), donc une masse totale de 60 t. Avec une masse d'environ 28 t pour la partie électrique, la partie mécanique ne doit pas peser plus de 32 t, la transmission par arbre creux pesant à elle seule environ 5 t. Le véhicule doit donc être construit le plus court possible, même s'il est clair qu'un véhicule à bogies aussi court aurait tendance à fonctionner de manière inégale. Il en résulte une série très compacte de locomotives de type Bo'Bo'.
La partie mécanique des dix premières machines provient de la Wiener Neustädter Lokomotivfabrik, celle des quatre dernières de la Lokomotivfabrik Floridsdorf, car l'usine de locomotives de Wiener Neustadt fut fermée. La partie électrique est livrée par ELIN à Vienne en 1927.
Pour la première fois, l'entraînement de suspension est supprimé et l'entraînement à ressort à arbre creux Sécheron entièrement suspendu avec ressorts hélicoïdaux est choisi. Le 1170.01-10 a des freins à dépression, le 1170.11-14 a déjà des freins à air, puisque la Mittenwaldbahn a déjà du matériel roulant plus récent. Plus tard, les dix premières locomotives sont converties avec des freins à air.
Les dix premières locomotives sont destinées à la Salzkammergutbahn, les quatre autres à la Mittenwaldbahn. Les performances des petites machines sont remarquables, elles tirent donc des trains de marchandises jusqu'à un kilomètre de long.
La Deutsche Reichsbahn désigne la série sous le nom de E 45 à partir de 1938. Deux véhicules sont si gravement endommagés pendant la Seconde Guerre mondiale qu'ils sont retirés.
Faisant partie des chemins de fer fédéraux autrichiens après 1945, les machines restantes du système de numérotation en vigueur de 1953 (à ce jour) ont la désignation de série 1045. À partir de 1978, ces locomotives sont retirées lors d'importants travaux d'entretien. La dernière machine est retirée de l'ÖBB en 1994. Les trois dernières locomotives 09, 12 et 14 sont conservées.
En 1980, 1045.01 et 03 (plus tard également le 1045.06 légèrement endommagé, donneur de pièces de rechange) sont vendues à la Montafonerbahn (MBS), où les deux premières fonctionnent jusqu'en 2009.
Sur 14 locomotives, 5 ont survécu à ce jour. 1045.01 et 1045.03 sont à l'ÖGEG (Société autrichienne pour l'histoire ferroviaire) après la fin de leur service avec la MBS et sont maintenant dans le Lokpark Ampflwang. La 1045.06 fut mise au rebut, mais certaines pièces furent données à l'ÖGEG. 1045.09 est à l'ÖSEK à Strasshof. La 12 est un mémorial à Attnang-Puchheim et  la 14 au Musée ferroviaire de Schwechat.